# Alicia Moreau de Justo
Alicia Moreau de Justo (Londres, Regne Unit de la Gran Bretanya i Irlanda, 11 d'octubre de 1885 - Buenos Aires, Argentina, 12 de maig de 1986) va ser una metgessa i política argentina, figura destacada del feminisme i del socialisme. Des dels primers anys del segle xx, es va implicar en la lluita per obtenir majors drets per a les dones. El 1902, al costat d'un grup de companyes, va fundar el Centre Socialista Feminista i la Unió Gremial Femenina.
Es va dedicar a organitzar conferències a la Societat Luz, va fundar l'Ateneu Popular junt amb el seu pare i va ser secretària de redacció del diari Humanidad Nueva, com així també directora de Nuestra causa. El 1914, es va obtenir el títol de metgessa i, uns anys més tard, es va associar al Partit Socialista de l'Argentina, una mica abans de casar-se amb el polític Juan B. Justo, amb qui va tenir tres fills.
Per a 1918, ja havia fundat la Unió Feminista Nacional i després del decés del seu espòs el 1928, va continuar l'activitat política per a la defensa de la dona, sobretot en qüestions relacionades amb el dret femení al sufragi, els drets laborals dels assalariats, la salut i l'educació pública. El 1932, va elaborar un projecte de llei que establia el sufragi femení, el qual no es va concretar fins a 1947. Va donar suport a la Segona República Espanyola en la Guerra Civil Espanyola i va ser una assídua crítica del peronisme, que trobava antidemòcrata. El 1958, va participar en la divisió del Partit Socialista i la fundació del Partit Socialista Argentí. Va ocupar la direcció del diari La Vanguardia fins a 1960. Va continuar treballant fins als seus últims anys. És una de les fundadores de l'APDH el 1975.

## Biografia

### Infància i adolescència

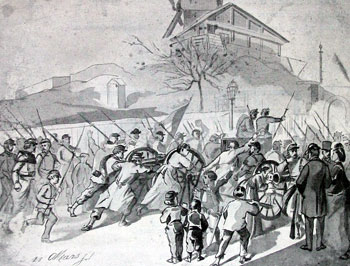
Recreació del que va succeir el 18 de març de 1871, quan es va iniciar la Comuna de París.

Alicia Moreau va néixer a Londres, l'11 d'octubre de 1885 com la menor de tres germans. El seu pare, Armand Moreau, que ella definia com un «lliure pensador», va ser un revolucionari francès que va participar en la Comuna de París el 1871. Després de la seva feina aquí i a causa de la cruenta repressió subsegüent, va residir a Bèlgica primer i a Gran Bretanya després.
El 1890, Alicia i María Denanpont, la seva mare, van emigrar a l'Argentina per residir a Sansinena, que prometia ser la capital nacional del país, situació que no va prosperar. Moreau després diria: «Quan vaig arribar al país, no caminava; com dic sempre, vaig tenir molt de gust d'aprendre a caminar sobre aquesta terra de la que mai no em vaig separar». Una vegada assentada la família a Buenos Aires, el pare d'Alicia, d'ideologia anarquista i socialista, va establir una llibreria el 1896 i es va integrar en els grups socialistes que començaven a organitzar el moviment obrer argentí. La seva filla acostumava a acompanyar-lo a aquestes reunions i activitats. D'altra banda, Armand es dirigia amb assiduïtat a atorgar llibres als malalts de l'Hospital Francès.
Va fer els seus estudis secundaris a l'Escola Normal Núm. 1, enfront de l'edifici d'Obres Sanitàries, on va conèixer Hipólito Yrigoyen, que hi ensenyava Moral i Instrucció Cívica. Moreau després va recordar que van mantenir una estreta relació i ell acostumava a prestar-li llibres sobre qüestions de dret. L'any 1900, Moreau va qüestionar severament la participació de Yrigoyen en els aixecaments militars impulsats per la Unió Cívica Radical. Yrigoyen, d'altra banda, va esdevenir el primer president de l'Argentina elegit mitjançant el vot secret, universal i obligatori el 1916.

### Joventut, feminisme i socialisme
El 1902, va prendre contacte amb les germanes Chertkoff, fundadores del Centre Socialista Femení -que exercia la divulgació dels sabers filosòfics i sociològics de l'època-, i les va acompanyar a l'Associació Pro-Educació Laica que es va organitzar a Morón el 1903 i en la feina d'inaugurar biblioteques populars i jardins maternals. El 1904 va diplomar-se com a batxiller del Col·legi Nacional de Buenos Aires.
El 1906, quan comptava amb 21 anys, Alicia Moreau va fundar el Moviment Feminista. Durant la celebració del Congrés Internacional del Lliure Pensament, que es va realitzar a Buenos Aires i on va exposar un informe titulat «Educació i Revolució», la republicana espanyola Belén de Sárraga li va suggerir que les argentines haurien d'organitzar un moviment a favor dels drets polítics de la dona. Allà, va conèixer els líders del Partit Socialista: José Enginyers, Enrique del Valle Iberlucea i Ángel Giménez. Aleshores, Moreau va proposar la idea de Sárraga en una de les reunions del Congrés i al costat d'altres dones com a Sara Justo, van fundar el Centre Feminista de l'Argentina i el Comitè Pro-Sufragi Femení.
A partir del Congrés, el Partit Socialista, que comptava amb un actiu Centre Femení, la va començar a invitar per donar conferències als simpatitzants als diversos centres socialistes a través de la Societat Luz de Barracas, convocada pel ja esmentat Giménez. Aquesta associació establia en els seus estatuts la necessitat de «difondre al poble les nocions i els mètodes de la ciència i educar-ho en l'expressió parlada, escrita i artística, així com perfeccionar l'educació tècnica». Referit a l'educació, el 1906 es va celebrar a Buenos Aires el Congrés Internacional de Lliure Pensament, organitzada per la Maçoneria Progressista; Moreau va presentar un treball sobre educació, que es va publicar en el primer número de la Revista Socialista Internacional; com a professora normal va sostenir, al Congrés, que l'ensenyament havia d'impartir-se amb mètodes científics, basats en els coneixements de la ciència experimental.
Després, va acudir a conversar en els centres obrers, on va debatre sobre temes com la tuberculosi, alcoholisme, sífilis, higiene social i prevenció sanitària. El 1907, després d'estudiar psicologia durant un any, va ingressar a la Facultat de Medicina de la Universitat de Buenos Aires (UBA), en una època en la qual la societat veia amb rebuig que les dones estudiessin una professió universitària. Alicia Moreau va pertànyer al grup de sis dones que es van inscriure per primera vegada per estudiar medecina a l'Argentina. Mentre s'exercia a l'Hospital de Clíniques, on va començar a consolidar-se com a socialista, va instal·lar un consultori ginecològic a la ciutat de Buenos Aires, per poder atendre de franc les dones de baixos recursos i prostitutes.

A més a més, va fer incursions en la denominada «vaga dels llogaters», on es va manifestar en contra dels elevats lloguers que imposaven els «conventillos» -tipus- d'habitatge urbà també conegut com a inquilinat-; i va donar suport «La marxa de les escombres», una processó de mestresses de casa que tenia com a objectiu defensar els seus drets pels barris pobres de la ciutat de Buenos Aires.
| «                         | Sempre vaig creure que aquest país mereixia ésser distint. Que un dia ens uniríem tots i el destí canviaria. Recordo els barris obrers d'aquesta ciutat quan arribàvem amb les banderes roges, i la gent s'anava reunint i s'anaven aconseguint coses. Quan el Partit Socialista era una part bonica de la vida. Quan les dones ens vàrem ajuntar per primera vegada i vàrem començar a lluitar per nosaltres… | » |
| — Alicia Moreau de Justo. | |   |

Entre 1906 i 1914, a més a més d'organitzar el primer congrés femení internacional i començar una campanya per crear escoles per a immigrants, va escriure diversos articles sobre educació i política en la Revista Socialista Internacional dirigida per Enrique del Valle Iberlucea amb títols com ara «La escuela nueva», «La Comuna y la educación», «Liga Internacional para la educación racional de la infancia», «Internacionalismo escolar» i «Las universidades populares de Noruega». Aleshores, va exposar la seva tesi sobre la «escola nova», en què qüestionava profundament l'educació pública argentina. Defensava la idea que els pares, l'església i l'estat havien d'impor les seves conviccions als nens.

### L'Ateneu Popular i la revistaHumanidad Nueva
El 1910, al costat de Berta W. de Gerchunoff i son pare Armand Moreau, va fundar l'Ateneu Popular per tal de promoure l'extensió de l'educació secundària i universitària. Va esdevenir un dels centres d'educació popular més actius de la ciutat. Per la seva part, també es feia càrrec de l'edició de la Revista Socialista Internacional amb el nom Humanidad Nueva, on va escriure a favor dels drets de la dona; entre els seus nombrosos articles, es hi ha «Feminismo e intelectualismo», «Congreso Femenino Internacional», «Cómo se forma el hogar» i «El feminismo en la evolución social». Aquest mateix any va organitzar el Primer Congrés Femení Internacional i a la revista va prestar especial atenció que el pensament femení es veiés igual de representat al dels homes, difonent treballs de Rosa Luxemburg, Clara Zetkin, Carolina Muzzili i Maria Montessori.

El 1914, va obtenir el diploma universitari d'honor i una tesi titulada «La función endócrina del ovario»». Va ser una de les primeres metgesses de l'Amèrica Llatina, especialitzada en malalties femenines. Tot seguit, va publicar el llibre Evolución y educación i va començar a fer classes com a professora de fisiologia a la Universitat Nacional de La Plata.
| « | M'hagués agradat veure que en aquest segle que he viscut no existissin nens ni ancians desvalguts. | » |

El 1919, va deixar de publicar-se Humanidad nueva després de deu anys però alhora va aparèixer Nuestra causa, una revista mensual fundada per Moreau dedicada a exaltar l'acció de la dona en tots els camps: cultura, art, problemes socials i polítics; d'altra banda, va ser designada per les organitzacions feministes argentines com delegada per les dones argentines al Congrés Internacional d'Obreres celebrat a Washington. Durant el mateix viatge va participar també com delegada argentina en el Congrés Internacional de Metgesses, on es va destacar per la seva crítica a la prostitució i la seva defensa sobre la moral única per a tots dos sexes. Com a resultat d'aquest últim Congrés es va fundar l'Associació Internacional de Dones Metgesses i va ser elegida per integrar-ne el Comitè Executiu.

#### La Primera Guerra Mundial
El 1914, a la primeria de la Primera Guerra Mundial, va iniciar un ampli moviment pacifista després que el Poder Executiu va presentar un projecte de llei, en el qual s'establia la instrucció militar en les escoles, col·legis i instituts d'ensenyament. A mitjan mes d'agost de 1915, el mateix va ser sotmès a la consideració del Congrés. Davant aquesta situació, l'Ateneu Popular i la Societat Luz van decidir impulsar una campanya contra la militarització escolar. Alicia Moreau va ser designada delegada als congressos que es van promoure en l'àmbit d'aquesta mobilització pacifista. Durant alguns dies, es van multiplicar les conferències públiques que van culminar en grans mítings i la presentació al Congrés Nacional d'una reclamació en el qual se sol·licitava l'absoluta oposició al projecte. Moreau sostenia que era possible una manifestació pacifista, i per això argumentava: «Estic absolutament convençuda que és possible fer transformacions revolucionàries pacíficament. Penso que les grans revolucionis són les que es fan a nivell intel·lectual. L'haver descobert que la terra no és centre del món, ha significat una veritable revolució».
«La Gran Guerra» va afectar molt de prop els socialistes, els qui van patir la lleva de gran part dels seus militants, sobretot d'immigrants i els seus fills. Moreau va assistir a diverses reunions portades a terme a l'Ateneu Popular en contra dels conflictes bèl·lics per tal de fomentar la pau. Tanmateix, el 1917, a començament de la Revolució Russa, va dir que «no podria haver estat duta a terme sense una guerra».

### La Unió Feminista Argentina i l'ingrés al Partit Socialista
El 1920, va ser una de les fundadores de la Unió Feminista Nacional (UFN) per tal d'unificar les diferents organitzacions feministes que existien aleshores, com el Centre Socialista Femení, l'Agrupació Socialista Femenina i el Consell Nacional de Dones. L'acció política de l'UFN va resultar decisiva per donar suport a la sanció d'importants lleis de reconeixement dels drets de la dona i de protecció del treball femení, com així també per a la defensa de la mare soltera. Aquesta entitat va publicar mensualment la revista Nuestra Causa, que difonia les seves idees, i va començar a mobilitzar activament les dones durant els actes electorals, així com transmetre peticions massives als legisladors. que difonia les seves idees, i va començar a organitzar mobilitzacions actives de dones durant els actes electorals, així com peticions massives dirigides als legisladors. La poetessa Alfonsina Storni, als llibres de la qual va utilitzar una prosa feminista, acostumava a participar dels actes de l'entitat. Després, l'UFN va establir una aliança amb el Comitè Pro-Drets de la Dona, presidit per Elvira Rawson, per reclamar el reconeixement del dret a votar de les dones i donar suport al Partit Feminista Nacional que impulsava la candidatura a diputada nacional de Julieta Lanteri. La premsa conservadora va començar a utilitzar el terme «dames vermelles» per referir-se a les dones que reclamaven el dret a vot. Entre 1920-1921, Moreau va aconseguir un document amb més de 7000 signatures en defensa del projecte de llei sobre emancipació civil de la dona, va passar dos mesos als Estats Units com a delegada argentina al Congrés Internacional d'Obreres i Metgesses i va realitzar un simulacre de vot femení amb empadronament per donar suport al seu establiment.

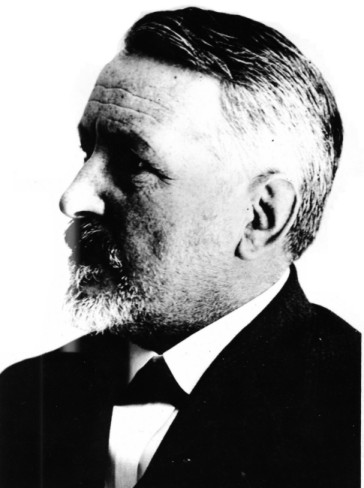
Juan B. Justo, el seu espòs.

El 1921, va afiliar-se al Partit Socialista encara que es definia com una socialista revolucionària i no reformista; a l'any següent, es va unir amb el seu fundador i creador de la Cooperativa La Llar Obrera, Juan B. Justo (vidu de Mariana Chertkoff, morta el 1912, amb qui havia tingut sis fills), que moriria el 1928 als seixanta-dos anys, i amb qui va tenir tres fills: Alicia Marta, Juan Roberto i Luis Justo.
Moreau va arribar en aquelles dècades a integrar el Comitè Executiu del Partit Socialista, a fundar el Comitè Femení d'Higiene Social per combatre el tràfic de blanques i la legalització de la prostitució, i a convertir-se en la primera dona argentina en ocupar un càrrec polític. Des del seu lloc com a directiu al PS va organitzar amb èxit les agrupacions femenines a cada Centre Socialista, per tal d'ordenar l'acció política de les dones. Algunes agrupacions van crear centres per als nens i per acréixer l'activitat política femenina.
El 1925, les feministes van obtenir el seu primer triomf parlamentari en aconseguir la sanció de la Llei 11.317 reglamentant el treball femení i infantil, en què s'establia que les dones no podrien treballar més de vuit hores diàries i 48 hores setmanals. També es decretava la prohibició del treball nocturn, tasques insalubres, el treball de nens menors de 12 anys i l'acomiadament de dones embarassades, i es va agregar la llicència per alletar i l'obligació de les empreses de tenir llars d'infants. El 1926, van obtenir la Llei de Drets Civils de la Dona que instaurava que els drets entre homes i dones havien de ser equiparats. Al costat del seu marit, el 1927, va fundar la Casa del Poble, una de les biblioteques amb una més gran quantitat de volums alpaís. El 8 de gener de 1928, víctima d'una síncope cardíaca, el seu espòs va morir als 62 anys.

### Socialisme, pacifisme i el valor de la democràcia
El 1932, va elaborar un projecte de llei de sufragi femení que va ser presentat pel diputat socialista Mario Bravo. Va ser aprovat pels diputats, pressionat per una àmplia mobilització de dones i pressió de les organitzacions feministes. Tanmateix el projecte va ser rebutjat pel Senat, on predominaven els conservadors. Durant la dècada 1930-1940, es va exercir activament en les campanyes de solidaritat argentina en suport a la Segona República [Española | Espanyola] durant la Guerra Civil. El 1936, quan es va realitzar a Buenos Aires la Conferència Panamericana de Cancellers, va organitzar en forma paral·lela la Conferència Popular per la Pau a Amèrica, al Teatre Augusteo, a la qual van concórrer representants de tot el continent. Amb l'aparició del peronisme a partir de 1943, i durant els dos primers governs de Juan Domingo Perón, Moreau hi va manifestar una clara oposició, criticant els aspectes no democràtics i autoritaris del govern, entre ells la utilització de la suggestió col·lectiva com a medi de captació. Al llarg del seu mandat, Moreau, juntament amb altres socialistes, va patir la persecució que la va obligar a treballar en la clandestinat; tanmateix, el govern de Perón va sancionar moltes de les lleis proposades pels socialistes a la Cambra de Diputats i Senadors anys abans.

## Integrant de la Junta Consultiva, directora de La Vanguardia i divisió socialista

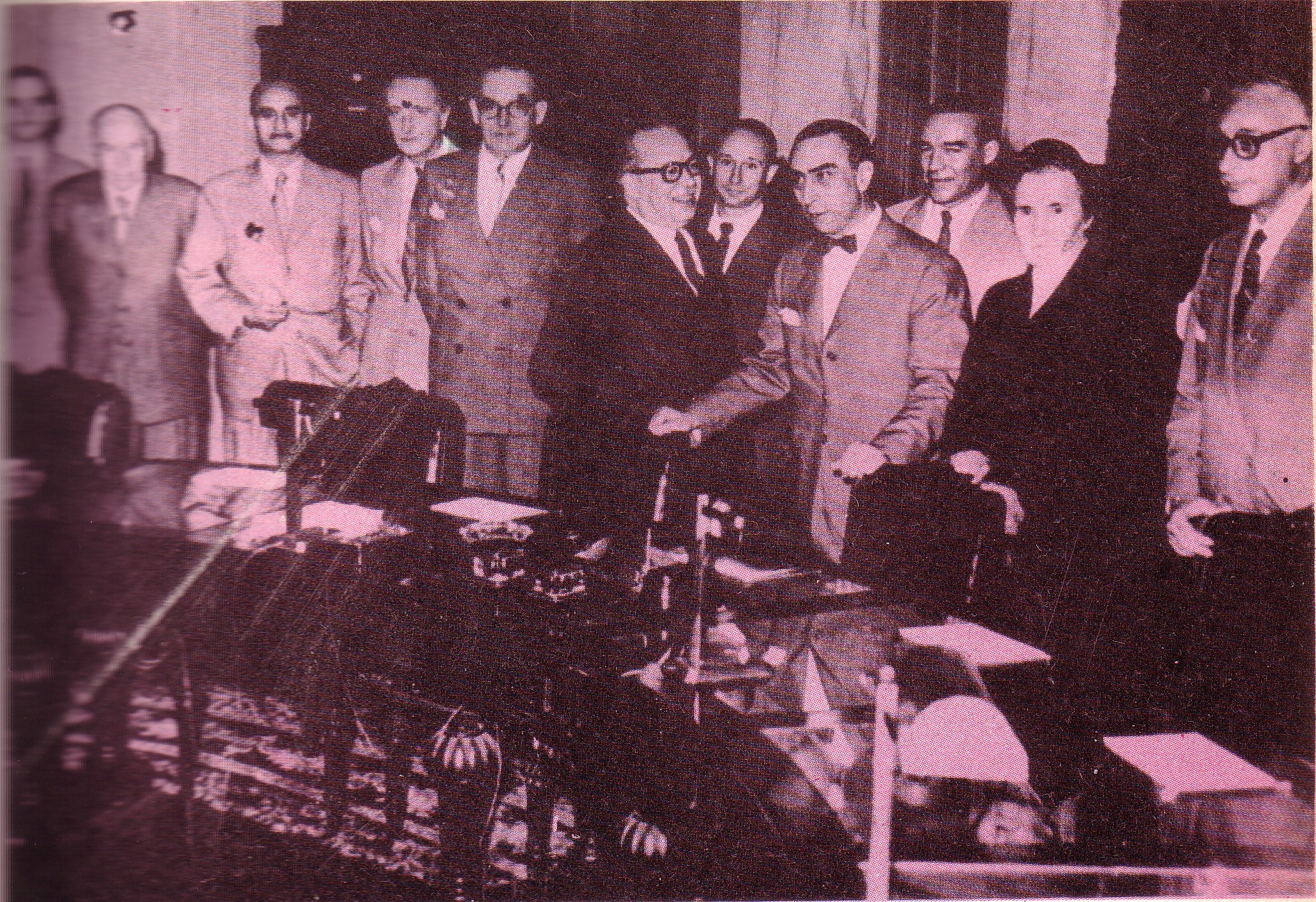
Oscar Alende, Alicia Moreau de Justo, Miguel Ángel Zavala Ortiz, Isaac Francisco Rojas, entre d'altres, a la primera reunió de la Junta Consultiva de la Revolució Lliberadora.

Després del cop militar encapçalat per Pedro Eugenio Aramburu, el Partit Socialista es va dividir en dos grups: un d'encapçalat per Américo Ghioldi que donava suport al govern militar i exigia una dràstica repressió del peronisme i un altre, encapçalat per Alfredo Palacios i Alicia Moreau de Justo, que pretenia establir bones relacions amb un peronisme democratitzat. Per aleshores ella sostenia que els peronistes i antiperonistes havien d'unir-se per transformar la societat, que estava basada en la desigualtat econòmica. Juntament amb Nicolás Repetto, Américo Ghioldi i Ramón A. Muñiz, Alicia Moreau va ser una dels quatre representants del Partit Socialista a la Junta Consultiva Nacional durant el govern «de facto», l'objectiu del qual era posar les bases electorals i constitucionals que regirien el país, entre elles la proscripció del peronisme. La renuncia d'Américo Ghioldi a la direcció del partit el 1956 després del repudi dels manifestants per la seva acrítica adhesió a la Revolució Lliberadora, va portar Moreau reemlaçar-lo i dirigir d'aleshores ençà La Vanguardia d'Argentina, el diari socialista que tenia aleshores una tirada de 90.000 exemplars. Moreau hi va publicar un contingut molt crític del govern militar, que va ser durament qüestionat com populista per l'altre sector del partit, fins i tot la van acusar de manejaments delictuosos.

L'any 1958, les diferències entre tots dos grups era d'una magnitud tan que el Partit Socialista és va rompre al 44è Congrés, i en van sorgir dues branques: el Partit Socialista Argentí (PSA) i el Partit Socialista Democràtic (PSD), conformat per Ghioldi i Repetto. Moreau al costat d'Alfredo Palacios, José Luis Romero i Carlos Sánchez Viamonte, entre d'altres, va integrar el PSA. Va continuar com a directora de La Vanguardia fins a 1960, hi va defensar, entre d'altre l'urgència d'una reforma agrària –per resoldre els problemes del retard i la misèria– i el suport a la Revolució Cubana de 1959. Per mor de l'oposició interna dintre del PSA, va renunciar a la direcció del diari.
| «                         | ... la situació ha canviat. A la meva edat, les coses es miren d'una altra manera: sense posicions sectàries. Quina millor unitat que la dels vells camarades? Però el destí no està tancat. Hem d'acompanyar-ho al ritme dels més joves. Res no és impossible. | » |
| — Alicia Moreau de Justo. | |   |

Després de la defunció d'Alfredo Palacios el 1965, Moreau va assumir la Secretaria general del Partit Socialista Argentí.

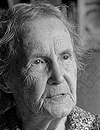
Alicia Moreau de Justo l'any 1972.

 El 1972, quan el PSA es va fusionar amb altres grups socialistes per conformar el Partit Socialista Popular, Moreau se'n va allunyar, per la proximitat al peronisme dell PSA i va formar la Confederació Socialista Argentina, al costat de dirigents com Héctor Polino, Alfredo Bravo i Elena Tchalidy, entre d'altres. El 1974, va brindar el seu suport al «Grup dels vuit», una aliança de diferents partits polítics opositors, que reclamaven la vigència de les institucions democràtiques davant les desviacions que s'evidenciaven sota el govern de María Estela Martínez de Perón i el seu ministre de Benestar Social José López Rega. Segons Moreau, tant Martínez de Perón com Evita, «‘van arribar’ perquè van ser elegides pel ‘mandamás' —com ho sobrenomenava a Juan D. Perón—, que és molt diferent a aconseguir el poder per emancipació femenina».

## Centenari
El 1981, va impulsar la reunificació del Partit Socialista mitjançant la creació de la Unitat Socialista en aliança amb el Partit Socialista Popular i el Partit Socialista del Chaco, i en va ser elegida presidenta. El 1982, va ser una de les poques dirigents polítiques que es van oposar frontalment a la Guerra de les Malvines, conseqüent amb els seus principis antimilitaristes.

Per la seva feina social, el 1984 va ser escollida Dona de l'Any per la Cambra de Diputats de la Nació Argentina, mentre que la Universitat de Buenos Aires la va distingir amb el títol de Metgessa del Segle. El 1985, va ser declarada presidenta honorària de les Primeres Jornades de Dones Socialistes i contínuament, va ser designada Ciutadana il·lustri de la Ciutat de Buenos Aires per la Legislatura de Buenos Aires.
| «                               | Bé, tothom desitja ser més capaç del que és, trobar circumstàncies que el permetin desenvolupar aquesta capacitat, però les circumstàncies depenen dels de fora, no de si mateix; i aleshores es pot o no es pot, i jo he fet el que he pogut. | » |
| — Alicia Moreau de Justo, 1985. | |   |

El 1985, es va commemorar el seu centenari i se li va retre un homenatge a Unione e Benevolenza, on va participar tot l'arc polític i social de l'Argentina, i durant el qual va donar el seu últim discurs públic, especialment dirigit als joves i a les dones. Al desembre d'aquell any, amb la seva salut afeblida a causa d'un problema bronquial pel qual havia estat internada sota cures intensives i havent patit diverses caigudes, els seus fills la van traslladar a l'Asile des Viellards de la Sociedad Filantrópica Francesa del Río de la Plata, on va patir el setge de la premsa gràfica. Al maig de 1986, va ser internada al Sanatori Antàrtida per una descompensació vasculoencefàlica amb símptomes de disminució de la consciència i dificultats motrius per hemiplegia del costat dret. El doctor Oscar Mazzini, un dels facultatius que la van atendre des de la seva internació, va dir que romania «en estat de coma en grau un o dos, amb persistència d'una hemiplegia dreta i un augment de la lesió cerebral». El seu estat de salut es va agreujar al transcurs de pocs dies i va morir als 100 anys, mentre dormia, el 12 de maig de 1986 a les 14.50.

## Llegat

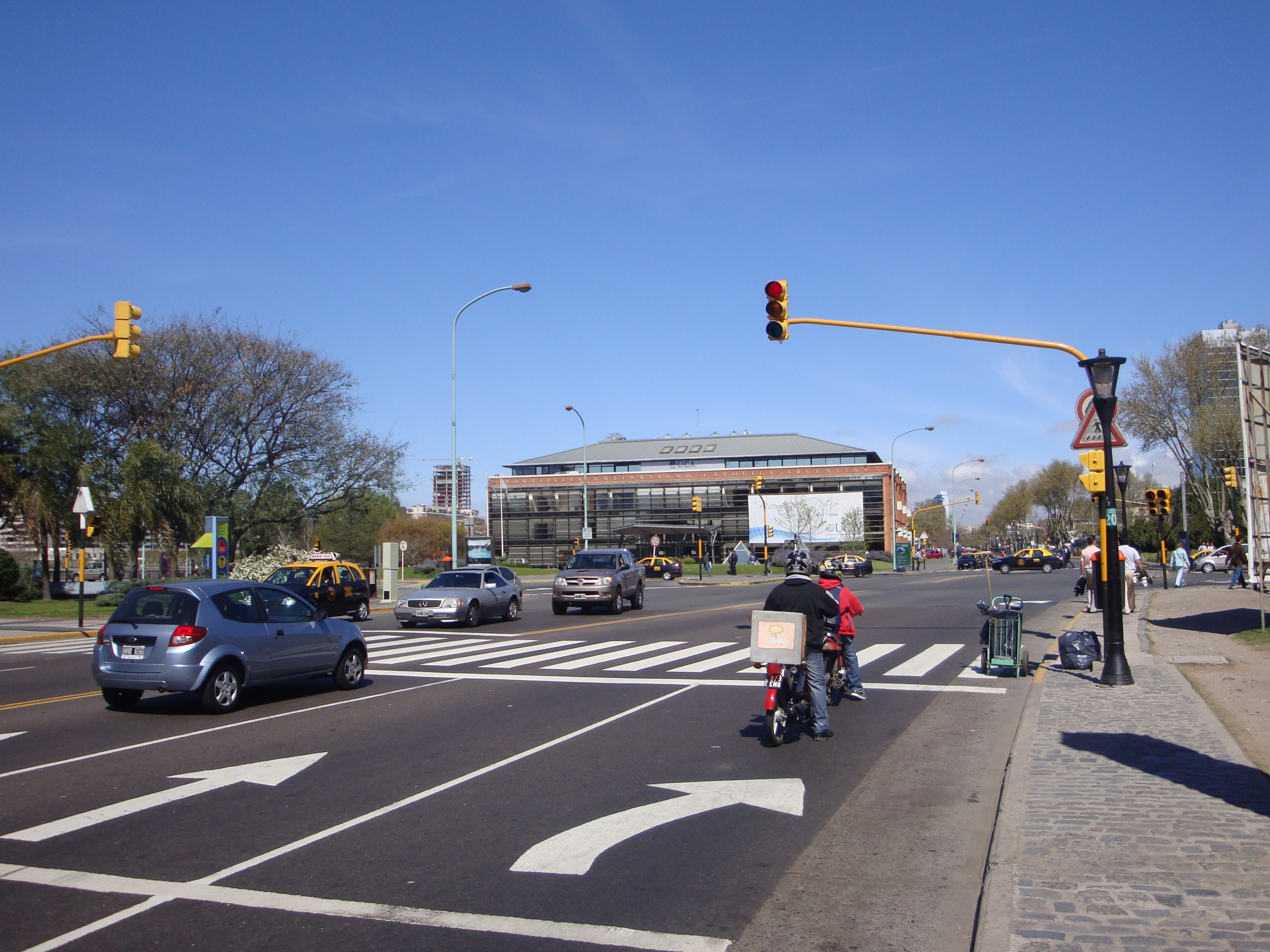
Avinguda Alicia Moreau de Justo, a Buenos Aires.

La ciutat de Buenos Aires la va homenatjar donant el seu nom a una de les avingudes més importants de Puerto Madero i atorgant-li el títol de Ciutadana il·lustre de la Ciutat de Buenos Aires el 1985. A partir de 1987, la Fundació Alicia Moreau de Justo va establir el premi Alicia Moreau de Justo per a la Dona de l'Any, que s'ha transformat en un dels més prestigiosos del país. El 1988, la Fundació Konex li va atorgar pòstumament el premi Konex d'Honor pel seu gran aportament a la societat argentina, que va ser rebut pels seus fills. Múltiples organitzacions, entitats, escoles i hospitals porten el seu nom.
Un retrat de Moreau presideix el Saló Dones Argentines a la Casa Rosada, al costat d'altres figures femenines de la història argentina, com Juana Azurduy, Eva Perón, Lola Mora, Cecilia Grierson, entre d'altres. Aquest saló va ser inaugurat per la presidenta Cristina Fernández de Kirchner el 2009, com a part de les refeccions de la Casa de Govern.
Al 127è aniversari del seu naixement, el 2012, Google la va recordar amb un doodle en el seu honor. Per tal de preservar la seva obra i promoure'n la continuïtat cap a la comunitat, existeix ara com ara la Fundació Alicia Moreau de Justo, una organització de defensa de drets humans.
Moreau és considerada com una «lluitadora incansable» per als drets de les dones i una de les primeres d'insistir per aquests, juntament amb Julieta Lanteri, Elvira Rawson, Cecilia Grierson i Victoria Ocampo. Diversos periodistes van comentar sobre el seu caràcter irònic, antipàtic, la seva sagacitat i el seu to burlaner malgrat la seva edat. En un reportatge a la revista Gente al maig de 1974, l'entrevistador li va preguntar «Què li agradaria que li escrivissin algun dia com a epitafi?», a què Moreau va respondre «Aquí jeu una gran lluitadora contra molins de vent».

## Publicacions
- Evolución y educación, 1915.
- La emancipación civil de la mujer, en Humanidad Nueva, 1919.
- El socialismo y la mujer, de La Vanguardia, 1933.
- El Socialismo según la definición de Juan B. Justo, 1946.
- La mujer y la democracia, 1947.
- ¿Qué es el Socialismo?, 1983.